# Orthopyxis mollis
Orthopyxis mollis is een hydroïdpoliep uit de familie Campanulariidae. De poliep komt uit het geslacht Orthopyxis. Orthopyxis mollis werd in 1919 voor het eerst wetenschappelijk beschreven door Stechow. 